# Phrynosoma taurus
Phrynosoma taurus – gatunek jaszczurki z rodziny frynosomowatych (Phrynosomatidae). Jest gatunkiem endemicznym południowego Meksyku.

## Ochrona
Gatunek ten od 2023 roku jest objęty załącznikiem II konwencji waszyngtońskiej (CITES) i aneksem B UE.